# Campbell (Califòrnia)
Campbell és una població dels Estats Units a l'estat de Califòrnia. Segons el cens del 2007 tenia 38.138 habitants.

## Demografia
Segons el cens del 2000, Campbell tenia 39.200 habitants, 15.920 habitatges, i 9.122 famílies. La densitat de població era de 2.624,8 habitants per km².
Dels 15.920 habitatges en un 28% hi vivien nens de menys de 18 anys, en un 42,6% hi vivien parelles casades, en un 10,1% dones solteres, i en un 42,7% no eren unitats familiars. En el 30,4% dels habitatges hi vivien persones soles el 7% de les quals corresponia a persones de 65 anys o més que vivien soles. El nombre mitjà de persones vivint en cada habitatge era de 2,38 i el nombre mitjà de persones que vivien en cada família era de 3,02.
Per edats la població es repartia de la següent manera: un 21,6% tenia menys de 18 anys, un 7,6% entre 18 i 24, un 40,2% entre 25 i 44, un 20,9% de 45 a 60 i un 9,7% 65 anys o més.
L'edat mediana era de 35 anys. Per cada 100 dones de 18 o més anys hi havia 96,7 homes.
La renda mediana per habitatge era de 67.214 $ i la renda mediana per família de 78.663 $. Els homes tenien una renda mediana de 52.454 $ mentre que les dones 43.750 $. La renda per capita de la població era de 34.441 $. Entorn del 3,2% de les famílies i el 4,8% de la població estaven per davall del llindar de pobresa.

## Poblacions properes
El següent diagrama mostra les poblacions més properes.